# Décembre 1788

## Événements
- 14 décembre : début du règne de Charles IV d'Espagne (fin en 1808). Le ministre Floridablanca est maintenu aux affaires[1].

- 16 décembre : la chambre des communes déclare George III du Royaume-Uni incapable de gouverner[2]. Le roi a subi sa première attaque de maladie mentale durant l'été. À partir de novembre, il est incapable de gouverner. Il est complètement rétabli le 10 mars 1789.

- 17 décembre :
  - (6 décembre du calendrier julien) : prise d'Otchakov sur les Turcs par les troupes russes de Souvorov et de Potemkine après six mois de siège[3].
  - Prise de Thăng Long par les troupes chinoises[4].

- 22 décembre, Vietnam : Nguyễn Huệ se proclame empereur de la dynastie Tây Sơn, mettant fin de fait au règne théorique de la dynastie Lê[4].

- 27 décembre, France : doublement du tiers état. Le tiers état aura autant de députés que les deux autres ensemble (noblesse et clergé).

- 28 décembre : fondation de Losantiville (Cincinnati en 1790) dans l'Ohio[5].

- 29 décembre, France : Marseille réclame l’augmentation du nombre des élus du tiers état et le vote par tête aux États généraux.

## Naissances
- 6 décembre : Carl Wilhelm von Heideck, militaire, philhellène et peintre bavarois († 21 février 1861).
- 29 décembre : Christian Jürgensen Thomsen (mort en 1865), archéologue et préhistorien danois.
- 31 décembre : Alphonse de Cailleux, peintre, conservateur et administrateur français des musées royaux († 24 mai 1876).

## Décès
- 6 décembre : Nicole-Reine Lepaute (née en 1723), mathématicienne et astronome française.
- 8 décembre : le bailli de Suffren, des suites d'un duel.
- 10 décembre : Joseph-Marie-François de Lassone (né en 1717), médecin français.
- 14 décembre :
  - Charles III d'Espagne, roi d'Espagne.
  - Carl Philipp Emanuel Bach, compositeur allemand (1714-1788).
- 22 décembre : Percivall Pott (né en 1714), chirurgien anglais.